# خسف البيداء
خسف البيداء، هو حدث من علامات الساعة الصغرى ذكره النبي محمد صلي الله عليه وسلم في الأحاديث النبوية، وهو خسف يحدث في صحراء بين مكة والمدينة بجيش كان سيغزو البيت الحرام؛ يزامن هذا الحديث حسب بعض التفسيرات ظهور المهدي.
ذُكر خسف البيداء في كتب الحديث النبوي عند السنة والشيعة، فجاء عند السنة في صحيح البخاري، وصحيح مسلم، وغيره من كتب الحديث، أما الرؤية الشيعية فتربط الحديث بعلامات وأحداث أخرى لم ترد في كتب السنة تُسمى بـ «علائم ظهور المهدي».

## عند أهل السنة والجماعة
- رواية صحيح البخاري: «عَنْ نَافِعِ بْنِ جُبَيْرِ بْنِ مُطْعِمٍ قَالَ حَدَّثَتْنِي عَائِشَةُ رَضِيَ اللَّهُ عَنْهَا قَالَتْ: قَالَ رَسُولُ اللَّهِ صَلَّى اللَّهُ عَلَيْهِ وَسَلَّمَ: يَغْزُو جَيْشٌ الْكَعْبَةَ فَإِذَا كَانُوا بِبَيْدَاءَ مِنْ الْأَرْضِ يُخْسَفُ بِأَوَّلِهِمْ وَآخِرِهِمْ، قَالَتْ: قُلْتُ يَا رَسُولَ اللَّهِ كَيْفَ يُخْسَفُ بِأَوَّلِهِمْ وَآخِرِهِمْ وَفِيهِمْ أَسْوَاقُهُمْ، وَمَنْ لَيْسَ مِنْهُمْ، قَالَ: يُخْسَفُ بِأَوَّلِهِمْ وَآخِرِهِمْ، ثُمَّ يُبْعَثُونَ عَلَى نِيَّاتِهِمْ.»[6]
- رواية صحيح مسلم: «عَنْ عَبْدِ اللَّهِ بْنِ الزُّبَيْرِ أَنَّ عَائِشَةَ قَالَتْ: عَبَثَ رَسُولُ اللَّهِ صَلَّى اللَّهُ عَلَيْهِ وَسَلَّمَ فِي مَنَامِهِ فَقُلْنَا: يَا رَسُولَ اللَّهِ صَنَعْتَ شَيْئًا فِي مَنَامِكَ لَمْ تَكُنْ تَفْعَلُهُ، فَقَالَ: الْعَجَبُ، إِنَّ نَاسًا مِنْ أُمَّتِي يَؤُمُّونَ بِالْبَيْتِ بِرَجُلٍ مِنْ قُرَيْشٍ، قَدْ لَجَأَ بِالْبَيْتِ، حَتَّى إِذَا كَانُوا بِالْبَيْدَاءِ؛ خُسِفَ بِهِمْ. فَقُلْنَا: يَا رَسُولَ اللَّهِ إِنَّ الطَّرِيقَ قَدْ يَجْمَعُ النَّاسَ، قَالَ: نَعَمْ. فِيهِمْ الْمُسْتَبْصِرُ وَالْمَجْبُورُ وَابْنُ السَّبِيلِ يَهْلِكُونَ مَهْلَكًا وَاحِدًا وَيَصْدُرُونَ مَصَادِرَ شَتَّى يَبْعَثُهُمْ اللَّهُ عَلَى نِيَّاتِهِمْ.»[9]

يذكر الحديث أن في آخر الزمان يغزو قوم الكعبة، جيش كبير، يترأسهم رجل من قريش، حتى إذا كانوا بصحراء واسعة مُتَّسعة، خُسِفَت بهم الأرض، وساخوا فيها هم وأسواقهم، وكُلُّ مَن معهم. والبيداءُ هي الصَّحراءُ، ويُوجَدُ موضِعٌ بينَ مكَّةَ والمدينةِ يُسمَّى البَيداءَ وهِيَ إلى مَكَّةَ أقربُ. وفي رواية أخرى للحديث: «يُخسف بأَوْسَطِهم»، أي: بوَسَطِ الجيشِ، «فيُنادي أوَّلُهم وآخِرُهم»، أي: عِندَما يرَوْن خَسْفَ ما بينَهما، «فيُخسَفُ بهم جميعًا»، أي: يُخسَفُ بأوَّلِ الجَيشِ وآخِرِه أيضًا، «ولا يَنْجو إلَّا الشَّريدُ الَّذي يُخبِرُ عنهم»، والشَّريدُ هو الطَّريدُ الَّذي ليس له مأوًى.

## عند الشيعة
يُنسب حديثًا لجعفر الصادق يتحدث عن خمس علامات تسبق ظهور الإمام الثاني عشر والأخير من أئمة الشيعة الاثنا عشرية محمد المهدي، منها خسف البيداء بجيش كبير يتزعمه رجل من قريش يُدعى السفياني. يروي كمال الدين الصدوق عن جعفر الصادق أنه قال: قَبْلَ قِيامِ الْقَائِمِ خَمْسُ عَلَامَاتٍ مَحْتُومَاتٍ: اليماني والسفياني والصيحة وقتل النفس الزكية والخسف بالبيداء.
واختلف الشيعة حول عدد جيش السفياني، الذين يهلكون في هذه الواقعة، فقالوا 12000. 
أو 170,000. أو 300000. وقد ورد أن كل جيشه سيُخسف به باستثناء فردين أو ثلاثة.